# Last Passenger
 (février 2021).
La mise en forme du texte ne suit pas les recommandations de Wikipédia : il faut le « wikifier ».
Les points d'amélioration suivants sont les cas les plus fréquents. Le détail des points à revoir est peut-être précisé sur la page de discussion.
- Les titres sont pré-formatés par le logiciel. Ils ne sont ni en capitales, ni en gras.
- Le texte ne doit pas être écrit en capitales (les noms de famille non plus), ni en gras, ni en italique, ni en « petit »…
- Le gras n'est utilisé que pour surligner le titre de l'article dans l'introduction, une seule fois.
- L'italique est rarement utilisé : mots en langue étrangère, titres d'œuvres, noms de bateaux, etc.
- Les citations ne sont pas en italique mais en corps de texte normal. Elles sont entourées par des guillemets français : « et ».
- Les listes à puces sont à éviter, des paragraphes rédigés étant largement préférés. Les tableaux sont à réserver à la présentation de données structurées (résultats, etc.).
- Les appels de note de bas de page (petits chiffres en exposant, introduits par l'outil «  Source ») sont à placer entre la fin de phrase et le point final[comme ça].
- Les liens internes (vers d'autres articles de Wikipédia) sont à choisir avec parcimonie. Créez des liens vers des articles approfondissant le sujet. Les termes génériques sans rapport avec le sujet sont à éviter, ainsi que les répétitions de liens vers un même terme.
- Les liens externes sont à placer uniquement dans une section « Liens externes », à la fin de l'article. Ces liens sont à choisir avec parcimonie suivant les règles définies. Si un lien sert de source à l'article, son insertion dans le texte est à faire par les notes de bas de page.
- La présentation des références doit suivre les conventions bibliographiques. Il est recommandé d'utiliser les modèles {{Ouvrage}}, {{Chapitre}}, {{Article}}, {{Lien web}} et/ou {{Bibliographie}}. Le mode d'édition visuel peut mettre en forme automatiquement les références.
- Insérer une infobox (cadre d'informations à droite) n'est pas obligatoire pour parachever la mise en page.

Pour une aide détaillée, merci de consulter Aide:Wikification.
Si vous pensez que ces points ont été résolus, vous pouvez retirer ce bandeau et améliorer la mise en forme d'un autre article.
Pour plus de détails, voir Fiche technique et Distribution.
Last Passenger est un thriller britannique de 2013 réalisé par Omid Nooshin et mettant en vedette Dougray Scott, Kara Tointon et Iddo Goldberg .

## Résumé
Lewis Shaler (Dougray Scott) est un médecin, veuf, qui rentre à la maison avec son jeune fils Max (Joshua Kaynama) dans un train de nuit en provenance de Londres en direction de Tunbridge Wells. Max a accidentellement renversé du café sur le manteau de Sarah Barwell (Kara Tointon), une autre passagère, ce qui a incité Shaler à s'excuser auprès de Barwell. L'interaction est le début d'une connexion romantique entre les deux.
Plus tard, alors que le train est à l'arrêt, Shaler remarque qu'un homme non identifiable portant un gilet de haute visibilité altère les freins du train. Alors que le train recommence à bouger, il voit un autre homme ramper sur les voies. Après enquête, Shaler découvre que le conducteur a disparu.
Peu de temps après, alors que le train s'approche de la gare de destination de Shaler, Barwell embrasse Shaler et lui demande de l'appeler, mais Shaler est distrait par le train qui ne respecte pas son arrêt. Shaler essaie de contacter le conducteur sur l'interphone, mais le conducteur ne parle que pour demander combien de passagers restent à bord. Shaler et son compatriote Peter Carmichael tirent sans effet sur de nombreux cordons de freinage d'urgence. Shaler et Carmichael s'aperçoivent que le conducteur a l'intention de se suicider en tuant ses passagers au passage. Jan Klimowski (que Carmichael soupçonnait à l'origine d'être impliqué), tente en vain d'arrêter le train en utilisant le frein à main arrière.
Le train, ayant continué après Tunbridge Wells, entre en collision avec un véhicule à un passage à niveau car il roule trop vite pour activer les lumières et barrières du passage à niveau. Il tue instantanément tous les occupants à l'intérieur du véhicule et secoue violemment les passagers. L'accident cause également une crise cardiaque à l'une des six passagers restants et Shaler est incapable de la réanimer. Klimowski et Shaler travaillent ensuite ensemble pour tenter de pénétrer dans le compartiment du conducteur en utilisant un extincteur comme bélier, mais leurs efforts sont infructueux contre la porte renforcée.
Après consultation de la documentation de bord, Klimowski tente de découpler les wagons du train en grimpant à l'extérieur, mais cette dangereuse tentative est interrompue par l'approche d'un tunnel à voie unique. Shaler sauve Klimowski en le ramenant à bord un moment avant l'impact de la porte ouverte avec le tunnel. Il s'avère que la police a posé des sacs de ciment en travers des voies du tunnel, un artifice inefficace qui ne ralentit que momentanément le train. Aucun des passagers ne peut ouvrir les portes en raison de l'étroitesse du tunnel.
Suspectant qu'ils sont maintenant proches d'une collision destructrice avec les tampons de la station de Hastings, Shaler crée un explosif improvisé en utilisant le dernier extincteur restant. L'explosion cause suffisamment de dégâts aux planches métalliques au sol pour que Shaler, avec l'aide de Carmichael, découple les voitures. Cependant, Carmichael tombe à travers l'espace dans les voitures et meurt sur le coup. Les wagons en feu se séparent alors qu'ils traversent une station de banlieue où les agents de police regardent impuissants le train passer à toute vitesse, la voiture de queue désormais libre suivant immédiatement derrière. Shaler est resté sur la voiture avant tandis que Klimowski et Barwell tentent d'arrêter le wagon de queue avec le frein à main de parking. Alors que le train continue de brûler autour de lui, Shaler prend un moment pour se ressaisir, avant de courir et de sauter du wagon alors que l'explosion déloge la main du conducteur de l'interrupteur de l'homme mort (et le tuant probablement), engageant donc immédiatement les freins. La voiture de tête s'arrête finalement dans un crissement métallique et  ses phares s'éteignent pour de bon.
Shaler est découvert vivant et conscient par Barwell, Max et Klimowski tandis qu'un hélicoptère tourne au-dessus de l'épave en feu du train. L'identité du conducteur et ses motivations pour commettre un meurtre-suicide restent inconnues. On ne sait pas non plus si Shaler et Barwell poursuivent leur route ensemble ou non.

## Distribution
- Dougray Scott : Lewis Shaler
- Kara Tointon : Sarah Barwell
- Iddo Goldberg : Jan Klimowski
- David Schofield : Peter Carmichael
- Lindsay Duncan : Elaine Middleton
- Joshua Kaynama : Max Shaler
- Samuel Geker-Kawle : contrôleur du train

## Production

### Développement
Dans une interview sur le film dans le numéro de mars 2013 du magazine Vérité, Omid Nooshin a déclaré : « Il y a une résonance mythique, être piégé dans le ventre de la baleine, mais il y a aussi une dimension existentielle, se précipiter vers la fin de la ligne, vers une mort certaine. Je suis attiré par le travail de l'anthropologue Ernest Becker selon qui les actions constitueraient une mortalité tamponnage genre de science du comportement humain. »
Après avoir reçu le soutien du UK Film Council, le scénario a été voté sur la Brit List 2008, un classement compilé par l'industrie des meilleurs scénarios non produits au Royaume-Uni. Cependant, la mise en production du film a nécessité un « effort héroïque », selon le producteur exécutif Kwesi Dickson. Par conséquent, Nooshin a réalisé et coproduit avec les producteurs Zack Winfield, Ado Yoshizaki et Dickson une bande-annonce de 500 £ pour attirer des bailleurs de fonds potentiels, filmant sur un train patrimonial prêté par le Bluebell Railway dans le Sussex. Todd Brown, fondateur de Twitch.com, a écrit en mars 2011: « Le Last Passenger d'Omid Nooshin n'existe pas encore mais il le sera bientôt. Au moins si la promotion microbudgétaire qu'il a tournée pour le film a quelque chose à dire à ce sujet. » La bande-annonce a contribué à attirer le soutien de Pathé, du British Film Institute et de Pinewood Studios,. Last Passenger a réalisé de fortes préventes au Marché du Film de Cannes 2011, le pendant commercial du Festival de Cannes.
Outre la bande-annonce de 500 £, un autre élément clé qui a attiré les distributeurs a été l'attachement de Dougray Scott au rôle principal. Scott a déclaré à propos du scénario : « Cela m'a rappelé un thriller de Hitchcock où Hitchcock avait l'habitude d'investir dans les personnages, donc quoi qu'il se passe dans l'histoire, vous vous en préoccupiez vraiment parce qu'il avait passé le temps pour vous, le public, de les connaître. » Une partie de la recherche sur le caractère de Scott impliquait une formation en RCR dans un hôpital de Brighton.

### Pré-production
Après avoir réalisé que son envie de filmer au 35 mm n'était pas financièrement possible, Nooshin voulait obtenir l'apparence la plus cinématographique possible à l'aide d'appareils photo numériques, et l'Arri Alexa est rapidement devenu son choix préféré. À ce moment-là, l'Alexa 4x3 n'avait pas été publiée, ce qui signifie que Last Passenger aurait dû être tourné avec des objectifs anamorphiques x2 sur un capteur 16x9. Le film est donc devenu l'une des premières et seules productions à utiliser des anamorphoses 2:1 sur un capteur 16:9 pour un film qui sortira en salles.
Le directeur de la photographie Angus Hudson et Nooshin ont opté pour la gamme de lentilles anamorphiques Cooke Xtal Express, à l'origine des lentilles sphériques des années 1930 qui avaient été relogées et modifiées avec des éléments anamorphiques dans les années 1980.
La décision d'utiliser l'anamorphose doit autant à la narration qu'à l'esthétique. Pour des raisons budgétaires, Last Passenger a utilisé un vrai train comme décor, mais un inconvénient de cette approche était que l'équipage ne pouvait enlever aucun mur et que la caméra devait donc rester proche des acteurs. Nooshin voulait autant de vision périphérique que possible pour définir l'espace sans perdre l'intimité avec les acteurs, et les objectifs anamorphiques le permettaient dans l'espace limité. Un chariot de caméra aérienne fait sur mesure a été construit en utilisant les porte-bagages de la voiture. Le chariot permettait un mouvement fluide de la caméra dans les chariots.

### Tournage
Le tournage a commencé à la scène "H" des studios Shepperton, en septembre 2011, et n'a duré que 26 jours, avec d'autres reprises sur la scène 007 des studios Pinewood.
Le film a été tourné à bord de deux wagons EMU de classe 421 «4-CIG» (numéros 76747 et 62385 de l'unité 1399). Bien qu'ils fassent partie d'un train électrique, les voitures ont été décrites comme des moteurs diesel pour les besoins du scénario. Le film se déroule en 2004, alors que les trains «slam door» étaient encore en service.
Deux wagons 421, longs de 40 mètres et pesant 90 tonnes, ont été livrés aux studios Shepperton et montés sur des vérins hydrauliques déportés. Au lieu d'utiliser la technique courante de l'écran vert pour créer l'illusion de mouvement à l'extérieur des fenêtres du train, Nooshin a conçu un système de projection arrière à six écrans, maintenant la parallaxe du mouvement dans une vue à presque 360 degrés, ce qui n'est désormais viable qu'avec les reflex numériques et les projecteurs numériques.
Certaines séquences nécessitaient cependant une combinaison de techniques plus complexe. La scène du train surfing vers la fin du film a été tournée dans quatre endroits différents pendant six mois - l'essentiel sur la scène "H" de Shepperton, des pick-ups sur la scène Bond de Pinewood et sur le chemin de fer Bluebell qui sont propriétaires d'une unité 423 (3417 "Gordon Pettitt") qui est de conception similaire au 421, et des plaques de fond tirées d'un train de marchandises. L'équipe de production de Last Passenger s'est rendue dans le Kent & East Sussex Railway en novembre 2011 pour tourner les scènes d'incendie de voiture à la fin du film. La scène de l'accident du passage à niveau a été filmée à l'aide d'effets spéciaux, mais l'emplacement était à Milford dans le Surrey, un peu éloigné de la ligne Hastings .
Dans une interview sur le film, le monteur Joe Walker a affirmé qu'une partie du plaisir de monter Last Passenger était de fusionner de manière transparente ces éléments disparates. « C'est la magie de la réalisation de films et de la bonne continuité », dit-il, «vous pouvez essayer de mélanger ces choses ensemble».

### Édition
Fait inhabituel pour un long métrage, Last Passenger a été monté sur deux systèmes, Final Cut Pro et Avid. Joe Walker n'était pas disponible lorsque le tournage a été achevé, et Nooshin a donc commencé à dégrossir le travail sur Final Cut Pro. Lorsque Walker a repris les rênes éditoriaux, cette édition d'assemblage a dû être transférée sur Avid en utilisant le processus laborieux de correspondance des yeux.

### Effets visuels
Un autre élément inhabituel de la post-production est que tous les plans d'effets visuels du film ont été livrés par un seul artiste VFX. Pendant le développement, Nooshin et le producteur Zack Winfield se sont rendus à Wellington pour rencontrer le chef des effets spéciaux de Weta Workshop, Richard Taylor, un passionné de train et un partisan du scénario. Mais avec les contraintes budgétaires du film, le tournage en Nouvelle-Zélande était jugé irréalisable. Nooshin et ses producteurs ont finalement fait confiance à Tim Smit, un artiste VFX néerlandais qui avait travaillé sur la bande-annonce originale de 500 £, pour livrer tous les effets numériques.

### Musique
Liam Bates a composé la musique originale du film après avoir impressionné Nooshin avec une partition temporaire de la bande-annonce originale, et son implication précoce a rendu possible un processus de notation non conventionnel. Plutôt que d'attendre la fin du montage, Nooshin a demandé à Bates de composer des idées et des démos pour les scènes basées sur le script lui-même. Ces pièces ont ensuite progressivement évolué au cours de l'ensemble de la post-production, changeant parfois de ton et de lieu, de sorte qu'au moment d'enregistrer la partition finale avec un orchestre, ses passages avaient organiquement trouvé leur forme et leur placement.
Bates déclare sur les notes de couverture du CD : «Fait intéressant, la musique d'un film qui est littéralement constamment en mouvement, exigeait une attention particulière [au] véhicule du rythme. Cet élément qui a été présenté avec un rythme fortement défini et des transitions de tempo soigneusement marquées, deviendrait l'épine dorsale de la tension toujours croissante dans le film, laissant le ton ou la mélodie pour attirer l'émotion entourant les personnages et leur interaction.

### Conception sonore
La conception sonore a été réalisée par la société Sound 24 de Glenn Freemantle, basée à Pinewood. Dans une interview sur le film, le monteur d'effets sonores Eilam Hoffman a expliqué comment l'équipe avait créé un langage pour le train afin qu'il devienne autant un personnage du film que n'importe lequel des passagers. Un choix créatif majeur a été d'utiliser des sons d'animaux tels que des lions, des tigres et des cobras, transformés avec les sons du train pour donner à la locomotive une qualité animale.
Il poursuit en disant: « C'est très amusant de créer de grosses explosions et des choses bruyantes. C'est vraiment agréable de créer des sons dynamiques, en commençant très doucement puis en finissant par un son fort et frappant."

## Commercialisation
Une bande-annonce pour le film est sortie en septembre 2013. Une vidéo amateur montre un groupe d'adolescents fêtards dans une voiture roulant sur un passage à niveau ouvert et entrant en collision avec un train à grande vitesse. L'action reflète un moment clé du film raconté du point de vue des passagers du train. Contactmusic.com a écrit "Le teaser est tout ce qu'une bonne bande-annonce de thriller devrait être: intrigant, excitant... et sacrément effrayant."

## Réception
Last Passenger a reçu un accueil généralement positif et obtient actuellement un score de 84% sur Rotten Tomatoes sur la base de 19 avis. Sur Metacritic, qui attribue une note normalisée sur 100 sur la base des critiques des critiques, le film obtient une note de 66 sur la base de 11 critiques, considérées comme des « critiques généralement favorables ».
Gary Goldstein a écrit dans le LA Times que, selon ses propres conditions budgétaires, Last Passenger est un "voyage passionnant et stimulant qui mérite une diffusion locale plus large que celle qu'il reçoit" et a ajouté qu'il est "dirigé de façon impressionnante par Omid Nooshin". Total Film a donné au film 3/5 étoiles, le décrivant comme ayant "une action constamment tendue et explosive"  Le Hollywood Reporter a écrit que "Last Passenger est un film B superbement exécuté qui fait honte aux efforts hollywoodiens des plus gros budgets." Indiewire a également écrit positivement sur le film en disant que "Last Passenger" est une bonne antithèse à l'action surchargée et encombrée que Hollywood semble aimer de nos jours. Si vous ne vous sentez pas particulièrement pointilleux sur l'intrigue ou le personnage, vous ne vous tromperez pas avec ce thriller de train convaincant et élégant."
Écrivant dans Sight & Sound, Kim Newman a décrit le film comme ayant "une sensation de film britannique agréablement démodée". Mike McCahill a revu pour The Guardian, donnant 3/5 étoiles et écrivant "Nooshin s'accroche à une logique qui ne survit pas souvent à ce niveau de réalisation." HeyUGuys.com a également donné au film 3/5 en écrivant que le film évite les "conventions cinématographiques typiques" et "soulève la question : que feriez-vous?"
Les examinateurs étaient cependant divisés sur d'autres aspects. Charlotte O'Sullivan a écrit dans l' Evening Standard que le film "n'a pas la bouteille pour dévier des clichés de genre", bien que le magazine Short List ait soutenu le point de vue opposé : "En utilisant seulement quelques wagons de train et une poignée d'acteurs, un niveau impressionnant de suspense et de claustrophobie est créé, ce qui est heureusement sans cliché."
Time Out a critiqué la fin du film, écrivant « qui diable conduit ce train ? l'élément mystère ne va nulle part."  Total Film a cependant fait l'éloge de cet élément, écrivant que le film montrait une "réticence admirable à humaniser le terroriste", ajoutant "qu'il n'était rien de plus qu'un cinglé ténébreux et aléatoire et d'autant plus effrayant". De même, Brian Orndorf a écrit : "Au lieu de se soumettre entièrement à la formule, le film tente quelque chose de rarement vu à l'écran, essayant de rendre l'idée d'un monstre plus effrayante que sa présence effective." 

### Distinctions
- 2013 : Nommé pour le Prix du cinéma indépendant britannique
- 2013 : Nommé pour le prix Douglas Hickox (premier réalisateur) : Omid Nooshin